# Sandfors
Sandfors är en småort vid Kågeälven i Skellefteå socken i Skellefteå kommun. Den har i samhällsplaneringen tillhört Kågedalen – en grupp orter längs älvdalen nordväst om Skellefteå.
En grundskola år 1 till 6, förskoleklass samt förskola, som även betjänar närliggande byar, fanns på orten.